# Dow Jones & Company
Доу Джонс (Dow Jones & Company) — одно из ведущих мировых агентств финансовой информации, издатель The Wall Street Journal. Входит в медиахолдинг News Corp.

## Владельцы
Основы компании были заложены Чарльзом Доу, Эдвардом Джонсом и Чарльзом Бергстрессером, которые на протяжении двух десятилетий разрабатывали и продвигали The Wall Street Journal, Dow Jones Newswires and the Dow Jones Industrial Average.
В 1902 году компания была куплена ведущим финансовым журналистом Кларенсом Барроном.

### Продажа News Corp.
1 мая 2007 года Dow Jones опубликовал заявление, подтверждающее наличие предложения о покупке со стороны международной медиакомпании News Corp. австралийского миллиардера Руперта Мёрдока за 5 млрд долл (60 долл. за одну акцию). После этого также поступали предложения о покупке со стороны Philadelphia Media Holdings L.L.C. (газеты The Philadelphia Inquirer и Philadelphia Daily News, а также сайт Philly.com) и сооснователя MySpace Брэда Гринспена (выкуп 25 % акций за 60 долл.).
17 июля 2007 года входящая в Dow Jones Wall Street Journal сообщило о достижении принципиального соглашения о продаже компании News Corp. за 5 млрд долл., что превышало её тогдашнюю рыночную стоимость на 70 %.
К моменту продажи семья Бэнкрофта и наследники Кларенса Баррона, когда-то контролировавшие 64 % голосующих акций, фактически контролировали все акции класса B, дававшие право голоса в десятикратном размере по сравнению с обычными акциями.
В феврале 2008 года комиссия по ценным бумагам и биржам после расследования подозрительного движения акций в преддверии объявления о продаже компании обвинила британско-гонконгского предпринимателя и члена совета директоров Dow Jones & Company Дэвида Ли в том, что он проинформировал о грядущей сделке своего близкого друга и бизнес-адвоката Майкла Лёна. Благодаря этой информации, которую Лён рассказал дочери и зятю, они смогли заработать 8,2 млн долл. на инсайдерской торговле.